# Campeonato Maranhense de Futebol Feminino
O Campeonato Maranhense Feminino é a principal competição futebolística da modalidade feminina do estado do Maranhão organizado pela Federação Maranhense de Futebol (FMF).
Desde sua inauguração em 2005, o torneio tem sido disputado em um formato híbrido, incluindo etapas de grupos e jogos eliminatórios. Entretanto, o regulamento foi sujeito a modificações ao longo dos anos, devido às variações no número de datas e de participantes.
O Internacional e o Viana são os clubes com o maior número de conquistas neste torneio, totalizando quatro títulos. Por sua vez, o IAPE é o atual campeão da competição.

## História
O Campeonato Maranhense de Futebol Feminino foi estabelecido em 2005, sendo organizado pela Federação Maranhense de Futebol (FMF). A primeira edição teve como campeã a equipe do Internacional, que também conquistou os títulos de 2007, 2009 e 2012.
O Boa Vontade foi campeão em 2008, enquanto o Viana destacou-se com uma série de conquistas em 2010, 2011 e 2013, além de um último título em 2016. Com quatro títulos ao todo, tornou-se o maior vencedor da história do torneio, em conjunto com o Internacional. Outros clubes também alcançaram o título estadual em diferentes anos, como o JV Lideral em 2015, o Sampaio Corrêa em 2017, o Santa Quitéria em 2018 e o Juventude Timonense em 2019.
A edição de 2020 foi realizada em 2021, em razão da pandemia de COVID-19. Nessa temporada, o CEFAMA conquistou seu primeiro título estadual. Já a edição correspondente a 2021 acabou sendo cancelada, com o torneio retornando em 2022. Desde então, o IAPE conquistou o tricampeonato consecutivo com os títulos em 2022, 2023 e 2024.

## Campeões
Campeões até 2010
| Ano  | Campeão        | Ref.  |
| ---- | -------------- | ----- |
| 2005 | Internacional  | [ 1 ] |
| 2006 | Não realizado. | [ 1 ] |
| 2007 | Internacional  | [ 1 ] |
| 2008 | Boa Vontade    | [ 1 ] |
| 2009 | Internacional  | [ 1 ] |
| 2010 | Viana          | [ 1 ] |

Após 2011

### Títulos por clube
| Clube                     | Título | Vice | 3.º lugar | 4.º lugar |
| ------------------------- | ------ | ---- | --------- | --------- |
| Viana                     | 4      | 3    | —         | 1         |
| Internacional             | 4      | 1    | 2         | —         |
| IAPE                      | 3      | —    | —         | —         |
| Boa Vontade               | 1      | 3    | 1         | 1         |
| Juventude Timonense       | 1      | 2    | 2         | 2         |
| Sampaio Corrêa            | 1      | 1    | —         | 1         |
| Santa Quitéria            | 1      | 1    | —         | —         |
| JV Lideral                | 1      | —    | 1         | —         |
| CEFAMA                    | 1      | —    | —         | 1         |
| Chapadinha                | —      | 1    | 1         | —         |
| Atléticos                 | —      | 1    | —         | —         |
| Expressinho               | —      | —    | 1         | 3         |
| América                   | —      | —    | 1         | —         |
| Babaçu                    | —      | —    | 1         | —         |
| Comercial                 | —      | —    | 1         | —         |
| Liga de Presidente Médici | —      | —    | 1         | —         |
| Pinheiro                  | —      | —    | —         | 1         |
| São José                  | —      | —    | —         | 1         |

### Títulos por cidade
| Cidade                     | Título | Vice | 3.º lugar | 4.º lugar |
| -------------------------- | ------ | ---- | --------- | --------- |
| São Luís                   | 9      | 6    | 5         | 5         |
| Viana                      | 4      | 3    | —         | 1         |
| Timon                      | 1      | 2    | 2         | 2         |
| Santa Quitéria do Maranhão | 1      | 1    | —         | —         |
| São José de Ribamar        | 1      | —    | 1         | 2         |
| Imperatriz                 | 1      | —    | 1         | —         |
| Chapadinha                 | —      | 1    | 1         | —         |
| Presidente Médici          | —      | —    | 1         | —         |
| Pinheiro                   | —      | —    | —         | 1         |